# 2011 UR412
2011 UR412, também escrito como 2011 UR412, é um corpo menor que está localizado no disco disperso, uma região do Sistema Solar. Ele possui uma magnitude absoluta de 8,8 e tem um diâmetro estimado com cerca de 76 km.

## Descoberta
2011 UR412 foi descoberto no dia 26 de maio de 2011 pelo astrônomo M. Alexandersen.

## Órbita
A órbita de 2011 UR412 tem uma excentricidade de 0,315 e possui um semieixo maior de 50,063 UA. O seu periélio leva o mesmo a uma distância de 34,304 UA em relação ao Sol e seu afélio a 65,822 UA.